# Кротов, Виктор Васильевич
Виктор Васильевич Кротов (29 декабря 1912, Пермь — 3 октября 1986, Москва) — советский государственный деятель, директор Уралмашзавода с 13 февраля 1958 по 1963, министр энергетического машиностроения СССР (1975—1983). Герой Социалистического Труда (1982).

## Биография
Родился в семье рабочего. В 1957 г. окончил Уральский политехнический институт им. С. М. Кирова (заочно) по специальности инженер-механик.
- 1933—1934 мастер цеха машиностроительного завода им. В. И. Ленина в Перми.
- 1934—1936 служил в Красной Армии.
- 1936—1939 на машиностроительном заводе им. В. И. Ленина в Перми: заместитель механика; механик;
- 1939—1942 начальник отделения, начальник цеха завода;
- 1942—1943 заместитель начальника;
- 1943—1945 начальник механосборочного производства — заместитель главного инженера завода.
- 1945—1955 директор завода в Хабаровске.
- 1955—1957 директор завода им. Калинина в Свердловске.
- 1957—1958 начальник 5-го управления и одновременно заместитель председателя Свердловского совнархоза.
- 1958—1963 директор Уральского завода тяжелого машиностроения им. С.Орджоникидзе.
- 1963—1965 председатель Среднеуральского совнархоза.
- апрель-октябрь 1965 г. — председатель Государственного комитета тяжелого, энергетического и транспортного машиностроения при Госплане СССР — министр СССР.
- 1965—1966 заместитель,
- 1966—1975 первый заместитель министра тяжелого, энергетического и транспортного машиностроения СССР.
- 1975—1983 министр энергетического машиностроения СССР.

Член ВКП(б) с 1944 г. Член ЦК КПСС в 1981—1986 гг. (кандидат в 1961—1966 и в 1976—1981 гг.). Депутат Верховного Совета СССР 9-10 созывов.
С декабря 1983 г. персональный пенсионер союзного значения. Похоронен на Кунцевском кладбище.

## Награды и звания
Герой Социалистического Труда (1982).
Награждён тремя орденами Ленина, орденом Октябрьской Революции, орденом Отечественной войны 1-й степени, двумя орденами Трудового Красного Знамени, орденом Дружбы народов, орденом «Знак Почёта».
Лауреат Государственной премии СССР (1969).